# Ислам на Тайване

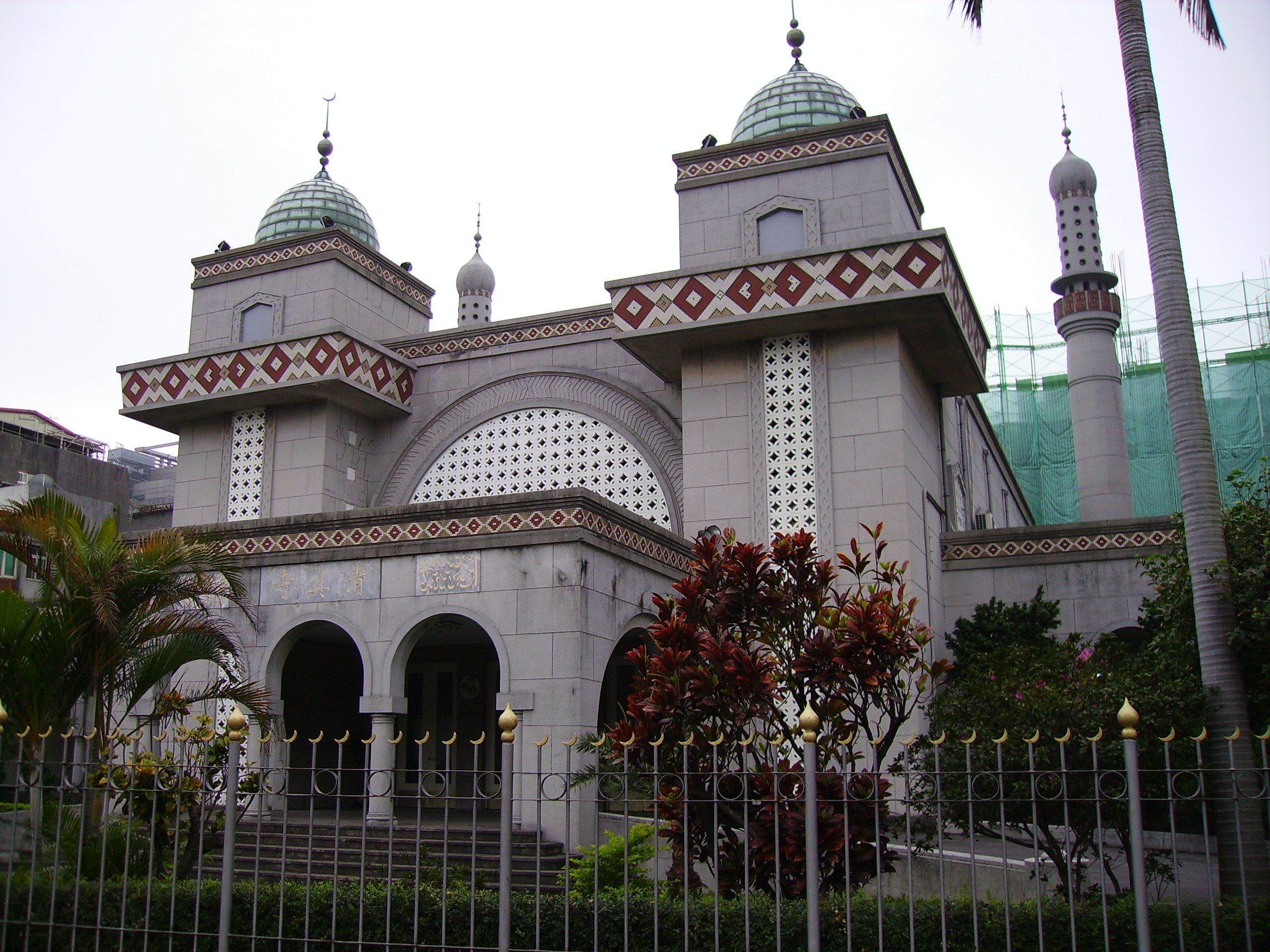
Тайбэйская соборная мечеть

Ислам на Тайване является одной из немногочисленных групп и составляет около 0,3 % населения. В 2007 году на Тайване зарегистрировано около 45 тыс. мусульман граждан Тайваня и 88,5 тыс. индонезийских мусульман, работающих на Тайване. На Тайване имеется шесть мечетей, самой знаменитой из которых являются Тайбэйская соборная мечеть. В настоящее время большинство тайваньских мусульман являются новообращенными женщинами, которые вышли замуж за мусульман.

## Первая волна миграции
Ислам впервые появился на Тайване в XVII веке, когда на Тайване поселились мусульманские семьи из южной китайской провинции Фуцзянь. Они прибыли на остров вместе с Чжэн Чэнгуном, который в 1661 году воевал против голландских колонистов. Потомки тех переселенцев ассимилировались с местным населением. На Тайване, есть и потомки хуэй, которые утратили свою религиозную идентичность, но сохранили некоторые традиции. Китайская ассоциация мусульман считает этих людей мусульманами.

## Вторая волна миграции
Вторая волна мусульманской миграции пришла во время Гражданской войны в Китае в XX веке. В 1949 году около 20 тыс. мусульманских семей бежали от коммунистов на Тайвань. Многие из них были солдатами и государственными служащими. С 1980-х годов наблюдается приток мусульман из Мьянмы и Таиланда.

## Законодательство
По тайваньскому законодательству работодатели могут быть оштрафованы, если они заставляют рабочих-мусульман вступать в контакт со свининой.

## Известные мусульмане Тайваня
- Бай Чунси — китайский генерал.
- Чан Дуншэн (1908—1986) — мастер китайских боевых искусств.
- Бай Сяньюн[англ.] — писатель.
- Лю Вэньсюн[англ.] — политик.
- Ма Буцин[англ.] (1901—1977) — полевой командир.
- Ма Чэнсян[англ.] (1914—1991) — генерал национальной революционной армии.